# Бейтман, Том
Том Бейтман (англ. Tom Bateman; род. 15 марта 1989, Оксфорд) — британский актёр театра, кино и телевидения.

## Карьера
Том Бейтман родился в семье учителей, у него тринадцать братьев и сестёр, включая брата-близнеца. Во время учёбы в школе он провёл летний сезон в Национальном молодёжном театре накануне сдачи выпускных экзаменов. После окончания школы Бейтман получил стипендию в Лондонской академии музыкального и драматического искусства, которую он так и не закончил, поскольку режиссёр Джози Рурк пригласила его на роль Клодио в спектакле «Много шума из ничего» , где его партнёрами по сцене стали Дэвид Теннант и Кэтрин Тейт.
В 2013 году Том Бейтман получил одну из основных ролей журналиста Дэнни Хиллиера в первом сезоне франко-британского телесериала «Туннель». Следующим его появлением на телеэкране стала эпизодическая роль Джулиано Медичи в историческом фэнтези «Демоны Да Винчи». В 2015 году актёр исполнял главного героя с раздвоением личности в фантастическом телесериале производства ITV «Джекилл и Хайд». 
В 2014 году Бейтман играл главную роль в премьере пьесы «Влюблённый Шекспир» (адаптация одноимённого фильма 1998 года). В сезоне 2015—2016 годов Бейтман входил в состав Театральной компании Кеннета Браны во время её пребывания в театре Гаррик. Том появился в спектаклях «Зимняя сказка» У. Шекспира (Флоризель) и «Арлекинада» Т. Реттигена (Джейк Уэйкфилд). Осенью 2016 года в Джервуд-театре — малой сцене театра Ройал-Корт — Бейтман играл роль Смита, солдата армии конфедерации, в пьесе Сюзан Лори-Паркс «Отец вернулся с войны домой».
Голливудский дебют Бейтмана состоялся в комедийном фильме «Дочь и мать её» в 2017 году. Ранее, в сентябре 2016 года стало известно, что актёр присоединится к актёрскому составу предстоящего фильма Кеннета Браны «Убийство в «Восточном экспрессе»» в роли месье Бука. Премьера фильма прошла в ноябре 2017 года.
В июле 2017 года Бейтман получил роль в новой экранизации романа У. Теккерея «Ярмарка тщеславия». Он исполнил роль Родона Кроули, младшего сына сэра Питта, неудачливого супруга главной героини, беспринципной Бекки Шарп. Телесериал выходил на канале ITV со 2 сентября по 7 октября 2018 года. Также в 2018 году актёр снимался в роли главного антагониста в боевике «Снегоуборщик», вышедшем на экраны зимой 2019 года.
Летом 2019 года на телеэкраны вышел сериал «Поместье в Индии», в котором Том Бейтман играет главную роль Джона Бичема, военного в отставке и владельца большого поместья в Индии. Сериал заочно окрестили «аббатством Даунтон в Дели», немаловажную роль в нём имеет Британская Ост-Индская компания. 
С октября 2018 года актёр также прикреплён к актёрскому составу фильма «Смерть на Ниле», в котором он повторил свою роль мсье Бука из «Убийства в „Восточном экспрессе“».

## Личная жизнь
С 2017 года Том Бейтман встречается с актрисой Дейзи Ридли, с которой он познакомился на съёмках «Убийства в «Восточном экспрессе»» в 2016 году.

## Фильмография
| Год       |   | Русское название                 | Оригинальное название                  | Роль                       |
| --------- | - | -------------------------------- | -------------------------------------- | -------------------------- |
| 2013—2017 | с | Туннель                          | The Tunnel                             | Дэнни Хиллиер              |
| 2013—2015 | с | Демоны Да Винчи                  | Da Vinci's Demons                      | Джулиано Медичи            |
| 2015      | с | Джекилл и Хайд                   | Jekyll and Hyde                        | доктор Роберт Джекилл/Хайд |
| 2017      | ф | Дочь и мать её                   | Snatched                               | Джеймс                     |
| 2017      | ф | Убийство в «Восточном экспрессе» | Murder on the Orient Express           | мсье Бук                   |
| 2018      | с | Ярмарка тщеславия                | Vanity Fair                            | Родон Кроули               |
| 2018      | с | Навстречу тьме                   | Into the Dark                          | Уилкс                      |
| 2019      | с | Поместье в Индии                 | Beecham House                          | Джон Бичем                 |
| 2019      | ф | Снегоуборщик                     | Cold Pursuit                           | Тревор «Викинг» Кэлкот     |
| 2021      | с | В её глазах                      | Behind Her Eyes                        | Дэвид Фергюсон             |
| 2022      | ф | Смерть на Ниле                   | Death on the Nile                      | мсье Бук                   |
| 2022      | ф | Тринадцать жизней                | Thirteen Lives                         | Крис Джуэлл                |
| 2023—2024 | с | Основано на реальных событиях    | Based on a True Story                  | Мэтт Пирс                  |
| 2024      | ф | Тайна в её глазах                | Magpie                                 |                            |
| 2025      | ф | Хедда                            | Hedda                                  | Джордж Тесман              |
|           | ф | Последняя тревога Мадлен Хайнд   | The Last Disturbance of Madeline Hynde |                            |